# خورشیدگرفتگی ۷ آوریل ۱۹۷۸
خورشیدگرفتگی ۷ آوریل ۱۹۷۸ (به انگلیسی: Solar eclipse of April 7, 1978) یک خورشیدگرفتگی از نوع خورشیدگرفتگی جزئی است. این خورشیدگرفتگی در تاریخ ۷ آوریل ۱۹۷۸ میلادی (‎۱۸ فروردین ۱۳۵۷ خورشیدی) روی داد که زمان اوج آن، ساعت ۱۵:۰۳:۴۷ به‌وقت ساعت هماهنگ جهانی بوده‌است.